# Chloris sesquiflora
Chloris sesquiflora är en gräsart som beskrevs av Arturo Erhardo Erardo Burkart. Chloris sesquiflora ingår i släktet kvastgrässläktet, och familjen gräs. Inga underarter finns listade i Catalogue of Life.